# أبرشية شلمنقة
أبرشية شلمنقة أو أبرشية سلامنكا (باللاتينية: Diœcesis Salmantina) هي أبرشية تقع في مدينة شلمنقة في المحافظة الكنسية في بلد الوليد في إسبانيا. يقع مقرها في كاتدارئية سيدة الانتقال أو الكاتدرائية الجديدة، على مساحة 7.876 كيلو مترًا مربعًا. وتم تقسيمها إلى 13 أبرشية، من بينها 5 حضرية و8 ريفية، والذين يتألفون من 405 رعية. ويعتمد مزار سيدة الصخرة بفرنسا بجبل بينيا فرنسا في الكاباكو، الذي يحكمه الرهبان الدومينيكان بدير سان إستبان على هذه الأبرشية.